# 亞布 (阿拉巴馬州)
亞布（英語：Yarbo）是位於美國阿拉巴馬州華盛頓縣的一個非建制地區。該地的面積和人口皆未知。

## 地理
亞布的座標為31°32′38″N 88°16′40″W / 31.54389°N 88.27778°W，而該地的平均海拔高度為55米（即180英尺）。